# Łopienka
Łopienka (w latach 1977–1981 Owczary) – nieistniejąca obecnie wieś w Polsce położona w województwie podkarpackim, w powiecie leskim, w gminie Cisna w Bieszczadach, w pobliżu Łopiennika, terytorialnie należąca do parafii w Górzance.
Założona w XVI wieku (około 1543 r.) przez rodzinę Balów. Wieś prawa wołoskiego w latach 1551–1600, położona w ziemi sanockiej województwa ruskiego. Po śmierci Mateusza III Bala w 1595 r. czterej synowie podzielili się majątkiem po ojcu. W 1598 r. Piotr II Bal otrzymał Łopienkę i inne miejscowości.
W połowie XIX wieku właścicielami posiadłości tabularnej w Łopience byli Tadeusz Strzelecki, Honorata Męcińska i Ławrowscy.
W 1939 roku liczyła 361 mieszkańców. W latach 1946 i 1947 została całkowicie wysiedlona, a zabudowania z czasem zostały rozebrane. Jedynym zachowanym budynkiem jest murowana cerkiew greckokatolicka z 1757 roku, która jest od 1983 roku stopniowo remontowana. Cerkiew jest wpisana do Rejestru zabytków pod numerem rejestracyjnym A-708 z 16.03.1972. Sama Łopienka jest wpisana do tego rejestru jako „relikt dawnej wsi” pod numerem rejestracyjnym A-238 z 4.06.1991. W l. 70. planowano utworzenie w tym miejscu skansenu.
Łopienka jest jednym z najstarszych ośrodków górnictwa naftowego na świecie, rafineria oraz kopalnie ropy naftowej istniały tu przed rokiem 1884. Rafineria obsługiwała m.in. kopalnie ropy znajdujące się w Studennem, Terce, Rajskiem, Polance.
W dolinie wsi znajduje się Studencka Baza Namiotowa „Łopienka”.
Do tradycji Łopienki, wznowionej w 2000 roku po kilkudziesięciu latach przerwy, należy odbywający się co roku w pierwszą niedzielę października odpust. Odprawiane jest nabożeństwo ekumeniczne przedstawicieli kościoła rzymskokatolickiego i wschodniego. Ne tę uroczystość każdorazowo przybywają okoliczni duchowni, przewodnicy PTTK z grupami, harcerze, rzesze turystów indywidualnych oraz mieszkańcy z okolicznych wiosek.